# Municipio de Holland (Minnesota)
El municipio de Holland (en inglés: Holland Township) es un municipio ubicado en el condado de Kandiyohi en el estado estadounidense de Minnesota. En el año 2010 tenía una población de 338 habitantes y una densidad poblacional de 3,69 personas por km².

## Geografía
El municipio de Holland se encuentra ubicado en las coordenadas 44°57′30″N 95°9′4″O / 44.95833, -95.15111. Según la Oficina del Censo de los Estados Unidos, el municipio tiene una superficie total de 91.62 km², de la cual 91,59 km² corresponden a tierra firme y (0,03 %) 0,03 km² es agua.

## Demografía
Según el censo de 2010, había 338 personas residiendo en el municipio de Holland. La densidad de población era de 3,69 hab./km². De los 338 habitantes, el municipio de Holland estaba compuesto por el 97,04 % blancos, el 0,89 % eran amerindios, el 1,48 % eran de otras razas y el 0,59 % eran de una mezcla de razas. Del total de la población el 3,85 % eran hispanos o latinos de cualquier raza.